# Harthgrepa
Harthgrepa ou Harðgreip en vieux norrois (« dure poigne ») est une géante qui apparaît dans la légende du héros nordique Hadingus, rapportée par Saxo Grammaticus dans sa Geste des Danois.

## Nourrice, maîtresse et compagnon de Hadingus
Après avoir tué le roi Gram, le roi de Norvège Suibdagerus occupa le Danemark et les deux fils de Gram, Guthormus et Hadingus durent s'enfuir. Ils furent confiés aux géants Wagnhoftus et Haphlius.
Devenu adolescent, Hadingus ne pense qu'à combattre. Harthgrepa, la fille de Wagnhoftus, tente de l'initier à l'amour et multiplie les tentatives de séduction. Elle lui récite finalement un chant s'achevant par :

« Attache-toi à moi avec la confiance due à Vénus ! À moi qui la première ai donné à l'enfant que tu étais le sein nourricier et qui t'ai apporté de l'aide, faisant office de mère dévouée à ton service. »

— (Saxo Grammaticus, La Geste des Danois, Ⅰ, ⅴⅰ)
Hadingus fait valoir que la grande taille de la géante s'oppose à ce dessein. Harthgrepa lui explique alors qu'elle peut en changer à volonté : « de mon grand corps je fais trembler les superbes, par l'autre je goûte à l'union amoureuse des hommes » (ibid.). Elle fait ainsi la conquête de Hadingus.
Lorsque celui-ci manifeste l'intention de retourner dans son pays, elle l'accompagne habillée en homme. Ils passent une nuit dans une maison dont le maître vient de mourir. Elle se livre alors à la magie, faisant placer par Hadingus un bout de bois gravé de sorts sous la langue du cadavre, l'obligeant ainsi à parler. Il les maudit et prédit leur avenir, notamment la mort de Harthgrepa.
Une autre nuit, alors qu'ils dorment dans un bois, une main gigantesque pénètre dans leur abri. Harthgrepa grandit alors et, tenant fermement la main, la tire de façon que Hadingus puisse la trancher.
Peu après, elle meurt lacérée par des géants.

## Interprétations

### L'interprétation dumézilienne
Dans La Saga de Hadingus, Georges Dumézil a tenté de montrer que la légende de Hadingus, héros odinique, présentait aussi de nombreuses analogies avec des mythes relatifs au dieu Vane Njörd. Les aventures de Hadingus avec Harthgrepa fournissent plusieurs éléments à l'appui de cette thèse..